# Roland Théorêt
Roland Théorêt, né le 13 juillet 1920 à L'Île-Bizard et mort le 28 septembre 2013 à Gatineau, est un notaire et homme politique québécois.
Il est maire de la ville de Gatineau de 1957 à 1959 et de 1962 à 1965 et député de l'Union nationale à l'Assemblée nationale du Québec représentant la circonscription de Papineau de 1966 à 1970.

## Biographie
Roland Théorêt est le fils de Siméon Théorêt et d'Alma Théorêt. Né à L'Île-Bizard le 13 juillet 1920, il fait ses études à l'Université de Montréal. Il pratique son métier de notaire à Gatineau à partir de 1946. En 1949, il épouse Lucille Landreville. Il est membre de la Commission scolaire de Gatineau de 1951 à 1960. Il est échevin au conseil municipal de Gatineau de 1952 à 1954, en 1956 et en 1957. Théorêt est élu député à l'Assemblée législative du Québec pour l'Union nationale dans la circonscription de Papineau. Il est resté en poste de 1966 à 1970.
Roland Théorêt meurt à Gatineau le 28 septembre 2013 à l'âge de 93 ans.
Il est l'oncle du député péquiste et animateur de télévision et journaliste, Claude Charron.